# 베티 애버린

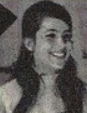

베티 애벌린(Betty Aberlin, 1942년 12월 30일 ~ )은 미국의 배우, 시인, 작가이다.
뉴욕에서 태어났다.

## 영화
- The Christmas Tree (1996)
- 도그마 (1999) - 수녀 역
- 저지 걸 (2004)
- 거친 녀석들: 거침없이 쏴라 (2011) - 애비게일 쿠퍼 역